# شهرستان گییرونگ
شهرستان گییرونگ (به لاتین: Gyirong County) یک منطقهٔ مسکونی در چین است که در شیگاتسه واقع شده‌است.